# Поїздки Моцарта до Італії

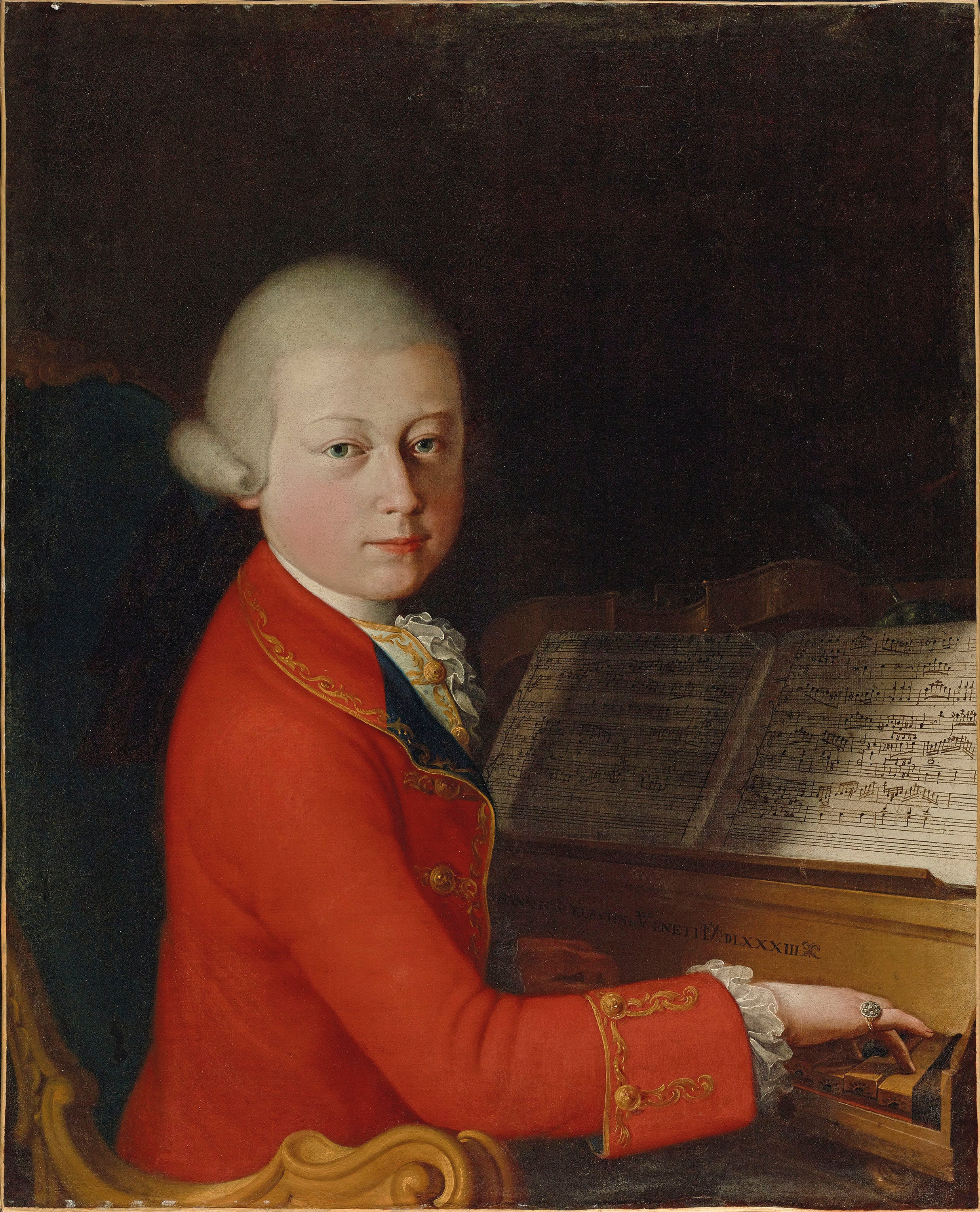
Портрет 14-річного Моцарта, зроблений у Вероні в 1770 р., автор Saveria dalla Rosa (1745—1821)

Поїздки Моцарта до Італії — три подорожі Вольфганга Амадея Моцарта та його батька Леопольда до Італії, які відбулися в 1769—1773 роках. Під час першої поїздки, яка тривала 15 місяців, вони відвідали найважливіші італійські міста, де молодий композитор виступав перед аристократією і широкою публікою. Доходи від концертів дозволили покрити витрати на експедицію. Метою другої і третьої подорожі було відвідування Мілану, де Моцарт мав закінчити опери, написання яких було замовлено під час його першого візиту до міста. З точки зору розвитку молодого композитора, ці поїздки принесли йому славу і визнання, про що свідчить, зокрема, наданий композитору титул « Лицар Золотої шпори» Папою Римським, а також членство у найважливіших філармоніях.
Леопольд Моцарт з 1747 року був музикантом при дворі архієпископа в Зальцбурзі, в 1763 році він став віце-президентом, і таким чином міг присвятити багато часу музичній освіті Вольфганга і його сестри Наннерль. У 1764—1766 роках він взяв обох дітей на екскурсію по Європі. У 1769 році Наннерль досягла повноліття, тому Леопольд зосередив всю свою увагу на освіті Вольфганга, визнавши, що найбільш придатним місцем для навчання музиці є Італія.
Всі опери, які Моцарт написав для театру Regio Ducal в Мілані, отримали визнання критиків і глядачів. Під час трьох поїздок він зустрів багатьох видатних італійських музикантів, у тому числі відомого теоретика Джованні Баттіста Мартіні, з яким навчався в Болоньї. Леопольд сподівався, що його син, і, можливо, він сам, буде працювати в одному з особняків Габсбургів в Італії, і це було єдиною можливістю отримати ширше визнання. На жаль, його наполегливі зусилля працевлаштуватися не були результативними. Таким чином, поїздки були не лише неуспішними, але й з великим розчаруванням.

## Історія

Леопольд Моцарт, який був надзвичайно зацікавлений у вихованні сина в Італії

У листопаді 1766 року сім'я Моцарта повернулася до рідного Зальцбурга після трьох з половиною років «великого туру». Подорож почалася, коли Вольфгангу було сім років, а Наннерль — дванадцять, і охопила всі великі європейські міста. Леопольду вдалося показати світові дитячі таланти і надати їм найвищий рівень освіти. Проте перебування у Відні на початку 1767 року вже не було таким успішним: епідемія віспи, хвороба, що спричинила смерть австрійської Марії Йозефи, перешкодила дітям виступати в імператорському дворі і змусила сім'ю поїхати до Чехії, де хворів Вольфганг . У січні 1768 року родина Моцарта повернулася до Відня, але діти були достатньо молоді, щоб викликати сенсацію серед глядачів . Леопольд, завдяки своїй надмірній наполегливості в постановці першої опери Вольфганга Ла Фінта Семпліце збентежив Джузеппе Аффлігію і композитора Крістофа Віллібальда Глюка, і відтепер його вважали дратівливою і настирливою людиною .
Після повернення до Зальцбурга в січні 1769 року Леопольд визнав освіту вісімнадцятирічної Наннерль закінченою і відтепер звернув усю свою увагу на освіту Вольфганга. Він вирішив поїхати зі своїм сином до Італії, яка в той період була кластером герцогств, республік і папських держав, з Неаполітанським королівством на півдні. Більше двох століть Італія була колискою музичних інновацій, опорою церковної музики і, перш за все, батьківщиною опери. Леопольд стверджував, що Вольфганг повинен чути музику в Венеції, Неаполі і Римі, так би мовити, з перших рук, щоб належним чином підготуватися до подальшої співпраці з європейськими оперними театрами. Леопольд також піклувався про те, щоб Вольфганг вільно володів італійською мовою, оскільки це було необхідним вмінням (наприклад, розуміти складну церковну музику), а також було корисним для знайомства з впливовими особистостями. Батько і син також розраховували на перебування в габсбурзьких особняках на півночі Італії . Керуючись цими мотивами, Леопольд вирішив залишити Наннера і її матір додому. Розставання було досить болючим, однак з точки зору економічного становища сім'ї виявилося надзвичайно корисним.
В останні місяці Вольфганг написав багато музичних творів, що сподобалося архієпископу Зігмуду Крістофу фон Шраттенбаху. Завдяки цьому він не тільки погодився на поїздку, а й у жовтні обладнав своїх співробітників 600 флоринами. Вольфганг отримав почесне звання Konzertmeister (придворний музикант) і обіцянку, що після повернення він отримає винагороду, на яку має право.

## Перша подорож, грудень 1769— березень 1771

Карта, що показує найважливіші міста, які Моцарти відвідали під час першої поїздки до Італії. Чорні лінії вказують на маршрут від Зальцбурга до Неаполя. Зелені лінії відзначають обхідні шляхи, якими вони йшли на зворотному шляху.

### Поїздка до Мілану
13 грудня 1769 року Леопольд і Вольфганг вирушили з Зальцбурга, взявши з собою рекомендації та листи, які допомогли б їм у дорозі. Одним з найважливіших був рекомендаційний лист до графа Карла Джозефа Фірміана, який жив у Мілані, відомий як «король Мілана», впливовий і шанований покровитель художників. Його підтримка мала ключове значення для всієї поїздки.
Першим пунктом призначення був Інсбрук. Потім вони подорожували через Больцано, Роверето, Верону, а тоді вирушили до Мілана. Леопольд мав намір фінансувати цю поїздку так само, як і попередній, сімейний «великий тур» — доходи від виступів повинні були покрити витрати на проїзд і проживання. Шість тижнів поїздки до Мілана взимку були непростими. Несприятливі погодні умови змушували надовго зупинятися в дорозі. У листах до дому Леопольд скаржився: «… холодно, як у розпліднику, все, що доторкаюся, замерзло». Спочатку гонорари були скромними, близько 50 флоринів на тиждень. Оскільки прибуток від великого туру виявився нижчим, ніж планувалося, Леопольд став більш обережним у фінансах. Як правило, обмежувалися витрати, в той же час гостро стояло питання доходів; з цього приводу він написав, наприклад:. «… В Італії я не розраховую заробити статків… Тут треба звикати, що платою будуть оплески і вдячність».
Найдовша зупинка була у Вероні, де виступ Вольфганга 5 січня 1770 року викликав у пресі значні хвилювання. Моцарти перейшли до опери Руджеро Гуглелі, яку Вольфганг критично описав у листі до Наннерль. У той час портрет молодого композитора був створений місцевим художником Saveria dalla Rosa (див .: ілюстрація) . Інша зупинка, в Мантуї, була коротшою. Вольфганг з'явився там в Accademia Filarmonica з програмою, яка презентувала всі його навички: публічна гра та імпровізації. Відгуки в пресі підтвердили, що глядачі були «одухотвореними», слухаючи цього «музичного генія, одне з чудес, родом з самої природи». У Мантуї був неприємний сюрприз для Моцарта від князя Майкла фон Турна і Таксіс, який відмовився прийняти. Історик Роберт Гутман заявив, що князь уникнув контакту з музикантами після того, як дізнався про «Affligia» у Відні. З іншого боку, граф Арко, який був пов'язаний з членами суду в Зальцбурзі, тепло вітав музикантів .

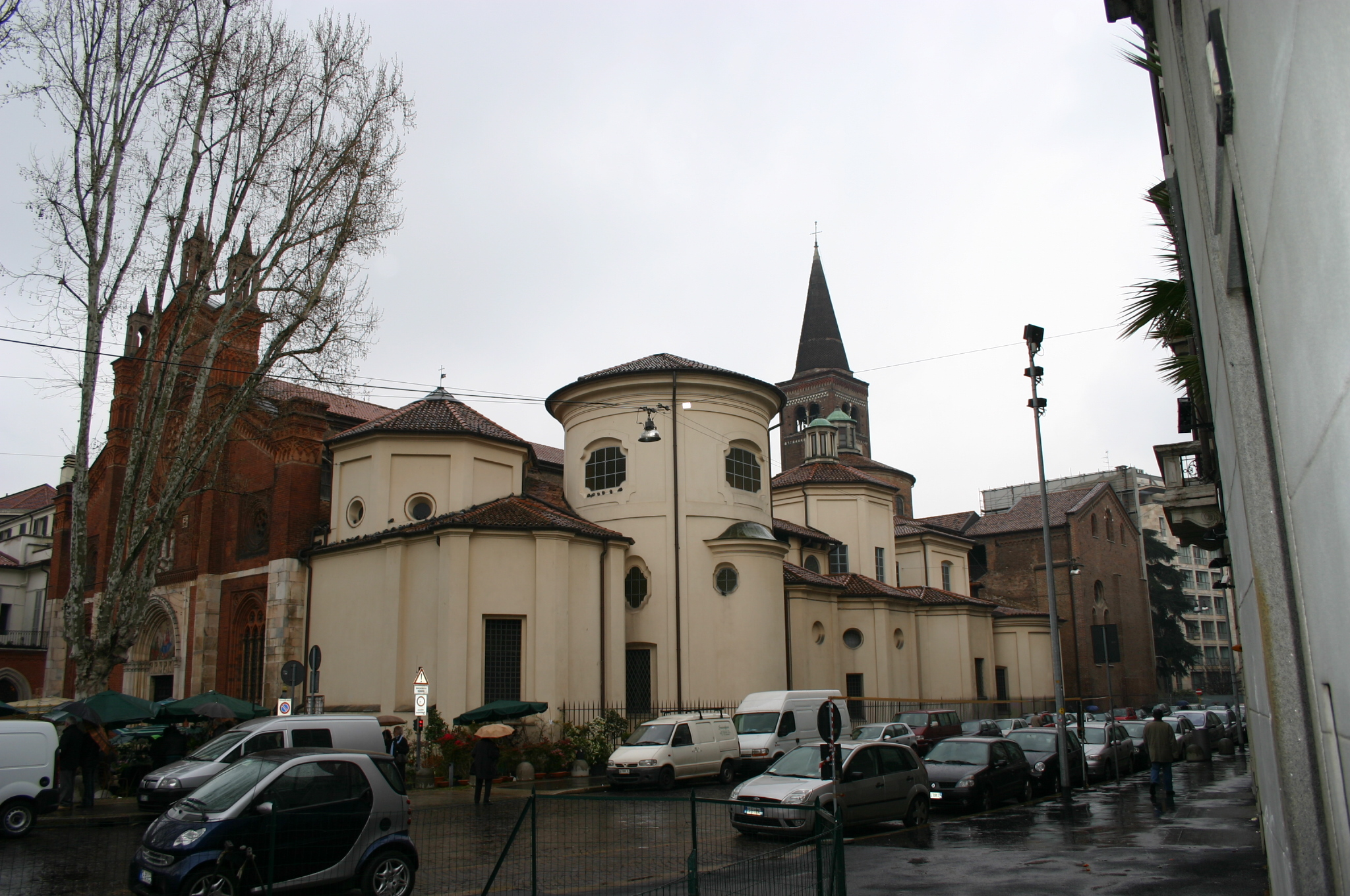
Монастир Сан-Марко в Мілані, де Моцарти залишилися ночувати, вперше перебуваючи в місті

23 січня чоловіки прибули до Мілана, де вони знайшли зручне житло в монастирі Сан-Марко, недалеко від графського фірманського палацу. Чекаючи на зустріч з графом, вони відвідали театр (оперу «Імператор Єгипту» Нікколо Піччіні . Через деякий час було організовано серію концертів, на які були запрошені найважливіші жителі міста, в тому числі ерцгерцог Фердинанд, потенційний майбутній імпресаріо молодого композитора. На останньому спектаклі Моцарт представив серію арій на основі метастазійних текстів; глядачам вона сподобалася настільки, що Фірміан доручив молодому композитору написати оперу, яка буде поставлена взимку під час церемонії відкриття карнавалу в Мілані. Отже, сталося саме так, як сподівався Леопольд. Вольфгангу обіцяли зарплату у 500 флоринів, а також безкоштовне житло для періоду написання опер і репетицій. 15 березня Моцарт залишив Мілан, але обіцяв повернутися восени, і вирушив до Флоренції і Риму, з новими рекомендаційними листами.
До цього Вольфганг мало писав. Концерт в Академії Філармоніки в Мантуї складався переважно з імпровізацій. Єдиними письмовими творами з цього періоду є арії, написані для концерту при дворі Фірміано, який уклав контракт на карнавальну оперу. До них належать: Se tutti і mali miei, К. 83 / 73p, Misero me, K. 77 / 73e і Ah piu trema …, К. 71 . Також в Мілані було розпочато створення Symphony G, К. 74, яка була завершена в квітні в Римі.

### Від Мілана до Неаполя

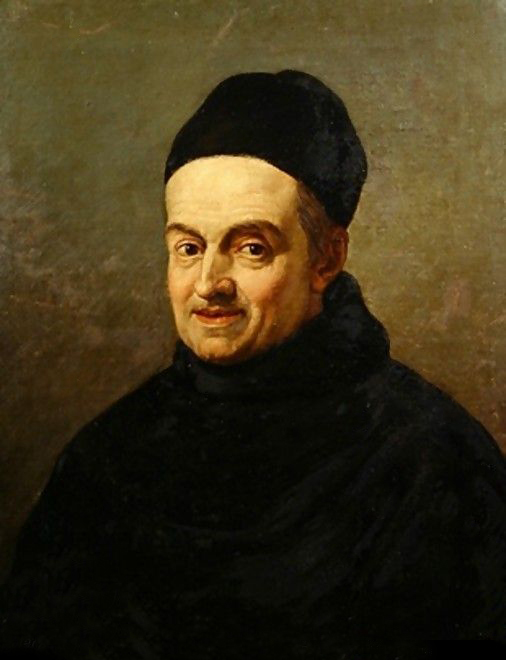
Джованні Батіста Мартіні, також відомий як Батько Мартіні. Він дав Моцарту урок контрапункту

Перша зупинка під час подорожі на південь відбулася в Лоді, де Вольфганг завершив написання першого струнного квартету К. 80 / 73f. Після декількох днів, проведених в Пармі, Моцарти відправилися в Болонью, яка, на думку Леопольда, була «містом майстрів, художників і студентів». Лист від Фірміана направляв їх до графа Паллавічіні-Центуріоні — мецената, який негайно організував концерт для місцевої аристократії у своєму палаці. Одним з гостей був Джованні Баттіста Мартіні, провідний музичний теоретик того часу і найбільш визнаний фахівець у бароковому контрапункті в Європі. Леопольд був дуже радий цьому співробітництву, оскільки бачив в цьому переваги для майбутньої кар'єри сина. Тому влітку в Болонью планувалося повернутися знову, цього разу для більш тривалої освіти. Моцарти залишили місто 29 березня, маючи листи від Паллавічіні, які могли дозволити зустріч з папою Климентом XIV в Римі. Перед від'їздом вони познайомилися з чеським композитором Йозефом Мислівечеком, який працював над оперою «Ла Ніттеті». Пізніше, в 1770 році, Вольфганг використовував мотиви, що містяться в ній, у своїй опері Мітрідат, король Понт і в симфоніях. У ретроспективі можна сказати, що це був початок близьких і тривалих до 1778 року відносин між Мислівечеком і сім'єю Моцарта. Вольфганг часто звертався у своїй творчості до стилю чеського композитора.
Наступного дня вони прибули до Флоренції, де, завдяки рекомендаціям Паллавічіні, вони могли зустрітися в Палаццо Пітті з великим князем і майбутнім імператором Леопольдом. Він пам'ятав Моцартів з виступів у Відні 1768 року і запитав про Наннерль. У Флоренції вони познайомилися зі скрипалем П'єтро Нардіні. Нардіні та Вольфганг виступали разом на довгому вечірньому концерті в літній резиденції князя. Вольфганг також зустрівся з Томасом Лінлі, англійським «чудовим» скрипалем, учнем Нардіні. Між ними розвивалося тісне знайомство, яке призвело до спільного твору і «зрілості», як наголошував Леопольд. Гутман пише, що «меланхолійний Томас вибіг за каретою Моцартів в день їхнього від'їзду до Риму, 6 квітня». Хлопці не зустрічалися знову. Лінлі, після короткої кар'єри композитора і скрипаля, помер в аварії на човні в 1778 році, у віці 22 років.

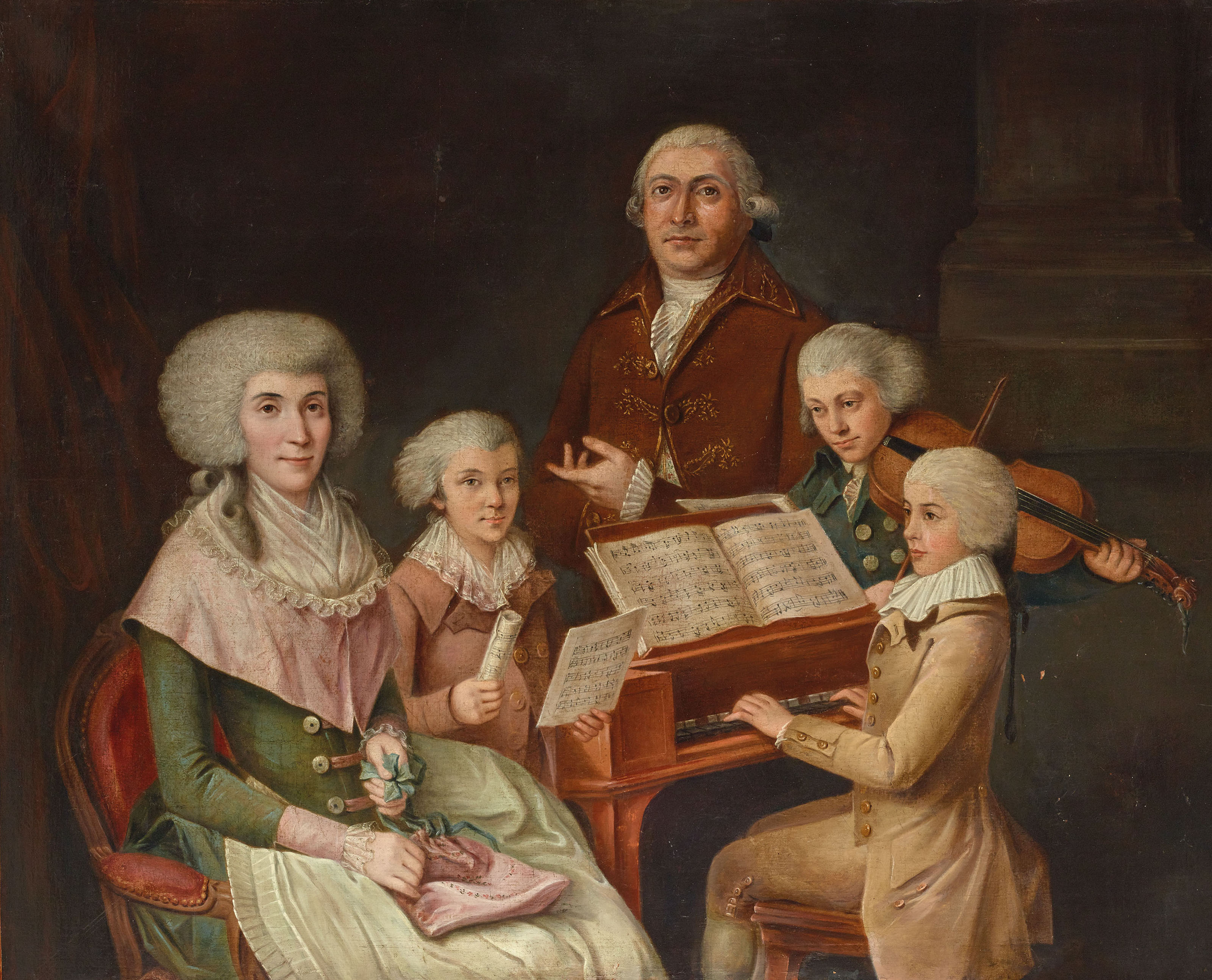
Моцарт (на клавесині) і Томас Лінлі (зі скрипкою), Флоренція, 1770

Після п'яти днів важких подорожей під вітром і дощем та декількох ночей у брудних тавернах, які Леопольд назвав огидними й погано укомплектованими, вони дійшли до Риму. Листи Паллавічіні виявилися корисними, завдяки ним вони познайомилися з родичами графа Лазара Опіза, кардинала Паллавічіно, принца Неаполя Сант'Анджело і кандидата на англійський престол Карла Едварда Стюарта, якого називали «Бонні Принц Чарлі». Це був час, заповнений екскурсіями та виставами для аристократії. Вони відвідали Сікстинську капелу, де Вольфганг почув, а потім запам'ятав знаменитий MiserereГрегоріо Аллегрі, складний, 9-голосний хоровий склад, який ніколи не був виданий. Новини цього надзвичайного досягнення досягли Папи. Вольфганг також присвятив багато часу композиції. Він написав контраданс, К. 123 / 73g і арію Se ardire, e speranza (К. 82 / 73о), а також закінчив роботу над вже розпочатою симфонією G dur.
Після чотирьох плідних тижнів праці Моцарти вирушили до Неаполя. Коли вони перетинали Понтийські болота, їх багато разів атакували, що змушувало Леопольда організувати чотириканальний конвой. 14 травня вони дісталися місця призначення. Завдяки рекомендаційним листам вони незабаром були запрошені до прем'єр-міністра, маркиза Бернарда Тануччі та британського посла Вільяма Гамільтона, з яким вони раніше зустрічалися в Лондоні. 28 травня відбувся концерт, за який вони отримали близько 750 флоринів (Леопольд ніколи не вказував точну суму), і пішли на прем'єру опери Нікколо Йоммеллі Armida abbandonata в театрі Сан — Карло. Вольфганг був задоволений як музикою, так і виступом, хоча й відчував, що він «занадто старомодний і серйозний для театру». Він відкинув пропозицію написати оперу на наступний сезон в Сан-Карло, тому що він вже вчинив себе в Мілані. Через відсутність концертних пропозицій від королівського двору, Леопольд остаточно вирішив покинути Неаполь. Раніше вони відвідували Везувій, Геркуланум, Помпеї і Бає . 25 червня вони виїхали до Риму в поштовому вагоні.

### Повернення з Неаполя

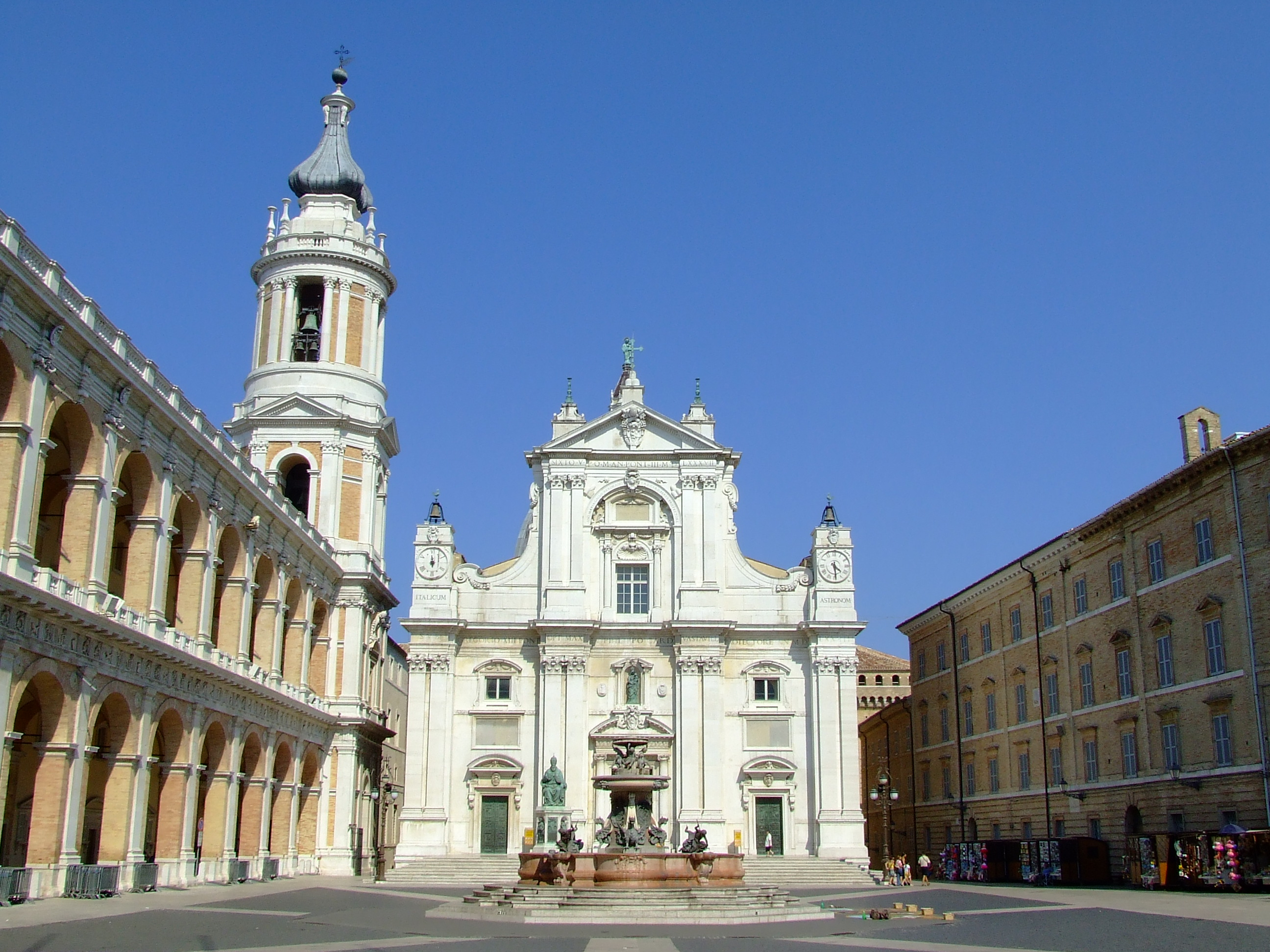
У липні 1770 року Моцарти відвідали святилище Санта-Каса в Лорето.

Повернення до Риму тривало 27 годин. По дорозі Леопольд поранив ногу, що далося йому взнаки протягом декількох місяців. Вольфганг був прийнятий Папою Римським та отримав титул лицаря Золотої Шпори. З Риму вони вирушили до знаменитого паломницького місця Санта-Каса в Лорето і продовжили подорож уздовж узбережжя до Ріміні — з військовим захистом від піратських нападів. З Ріміні вони переїхали до Болоньї, які вони досягли 20 липня.

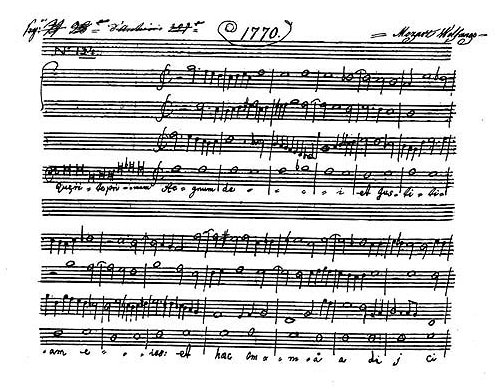
Антифон, який виконав Вольфганг під час болонського іспиту

Леопольд зосередився на загоєнні ноги. Вольфганг взявся за композицію і написав короткий менует, К. 122 / 73t і Miserere a moll, K. 85 / 73s.. Тим часом лібрето було відправлено до Мілана. Якщо вірити листам Леопольда, композитор Йозеф Мислівечек був частим гостем Моцартів під час перебування в Болоньї. Музикознавець Даніель Е. Фріман стверджує, що в той час стиль арії Моцарта радикально змінився, перебуваючи під впливом творчості чеського композитора.
10 серпня Леопольд і Вольфганг переїхали до чудової літньої резиденції графа Паллавічіні, де вони пробули сім тижнів, що значно покращило здоров'я Леопольда, і Вольфганг дозволив йому працювати над речитативами для опери Мітрідат. На початку жовтня здоров'я його батька було дійсно задовільним, що дозволило Моцарту повернутися до міста, де Вольфганг знову почав вчитися у Мартіні. 9 жовтня він склав іспит у Болонській філармонічній академії, де представив антифон Quaerite primum regnum, К. 86 / 73v. Гутман стверджує, що поліфонічна репетиція Вольфганга не була успішною, і якби не було коригування Мартіні, це не було б прийнято. Зрештою, кандидатура Вольфганга була прийнята, і він разом з батьком незабаром поїхали до Мілана.

### Черговий візит до Мілана, жовтень 1770— лютий 1771 року
Подорож з Болоньї до Мілана тривала довго через повені та бурі. Вони приїхали 18 жовтня, за 10 тижнів до прем'єри опери Мітрідат. Тимчасово Вольфганг не міг розпочати роботу над аріями, по — перше, через біль у пальцях, що було результатом занадто інтенсивної роботи над речитативами, а по- друге, через відсутність співаків, які, відповідно до чинного звичаю, повинні були бути присутніми при формуванні партій. Кіріно Гаспаріні, композитор попередньої версії Мітрідата, намагався переконати Антоні Бернасконі використати примадонну в аріях. На щастя, безуспішно. «Слава Богу», писав Леопольд, «нам вдалося підкорити ворога». Проте, головний тенор, Guglielmo d'Ettore, постійно просив переформатувати арію, і, як наслідок, в акті 3 він виконав арійну версію Гаспаріні, що добре видно в партитурі.

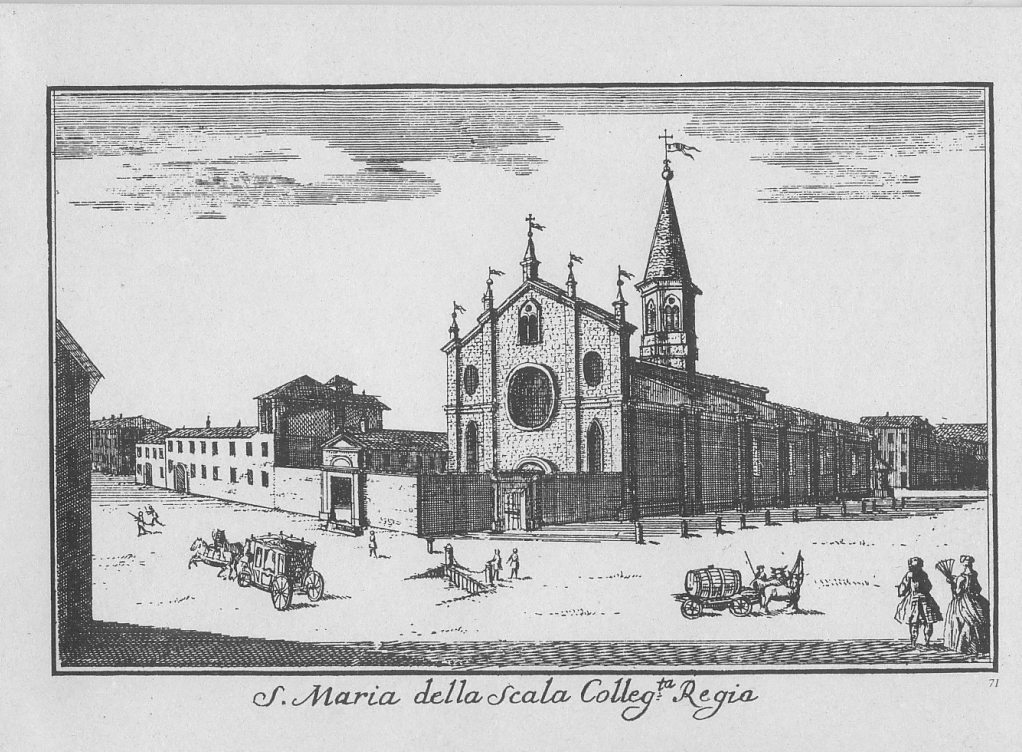
Церква Санта-Марія Ла Скала в Мілані була знесена в 1788 році. Після того як поблизу згорів театр Regio Ducal, тут була побудована опера La Scala.

Судові процеси почалися 6 грудня. Моцарт продемонстрував чудове знання італійської мови. Леопольд написав у листі додому: «Більша частина роботи вже, слава Богу, позаду і знову з успіхом!». 26 грудня в театрі Regio Ducal (найбільший в той час оперний театр) Моцарт диригував перший спектакль Mithridates, одягнений у фіолетове пальто з синьою атласною підкладкою, обробленою золотом. Спектакль виявився успішним: глядачі вигукували: «Evviva il maestro!» (Хай живе маестро!). Опера була в постановці 22 рази, а Gazetta di Milano хвалила: «Молодий маестро, який ще не має й 15 років, відображає красу природи і має кращі музичні смаки». Арії, виконані Бернасконі, «були сповнені пристрасті і торкнулися серця». Подальші відгуки не були настільки виразними та захоплюючими. У результаті Мітрідат був перевиданий лише в 1791 році в Зальцбурзі.
З завершенням опери Мітрідат головне завдання Вольфганга було вичерпане в першу поїздку до Італії. 4 січня 1771 року він з'явився у палаці Фірміана. Через кілька днів з'явилася новина про надання йому членства у Філармонічній Академії у Вероні. З 14 січня Моцарт перебував два тижні в Турині, зустрічаючись з багатьма відомими італійськими музикантами: видатним скрипалем Гаетано Пугнані, його дивовижним учнем, 15-річним Джованні Баттіста Віотті і композитором Джовані Паїзієлло, чию оперу Annibale in Torino Леопольд вважав геніальною. Перед від'їздом до Зальцбурга 4 лютого вони повернулися до Мілана, де попрощалися з Фірміаном.

### Шлях додому
На зворотному шляху до Зальцбурга Леопольд і Вольфганг зупинилися у Венеції та Брешії, де відправилися на оперу буфа. У Венеції Леопольд скористався рекомендаційними листами, щоб зустрітися з аристократами і обговорити контракт на написання опери для театру Сан-Бенедетто. Вольфганг з'явився з серією концертів у відомих венеціанських школах для сиріт, які згодом стали визнаними музичними академіями. Їм влаштовували щедрі прийоми, але Леопольд не був щасливий. "Мій батько виглядає нервовим, " пише кореспондент віденського композитора Йоганна Адольфа Гассе, «… швидше очікував, що публіка буде шукати їх, а не навпаки.», Гассе відповів: «З того, що я бачу, батькові завжди щось не подобається».
З Венеції 12 березня Моцарт вирушив до Падуї, де дон Джузеппе Сіменес, принц Арагонський, доручив Вольфгангу створити ораторію. Розповідь про La Betulia Liberata («Визволення Вітулії») не дуже відома і, ймовірно, ніколи раніше не була представлена в Падуї, і навіть сам Моцарт про неї не чув. Через кілька днів у Вероні з'явилося більше пропозицій. Вольфганга попросили скласти серенади для виступу в Мілані під час весілля ерцгерцога Фердинанда та його нареченої принцеси Беатріс з Модени. У той же час йому запропонували написати оперу для Міланського карнавала в сезоні 1772—1773 рр. за підвищену плату. Це призвело до розшарування зобов'язань, що перервало роботу Моцарта у театрі Сан-Бенедетто. Незабаром після цього батько і син поспішили на північ і 28 березня 1771 повернулися до Зальцбурга.
Аналіз фінансового становища Моцартів після першої поїздки, зроблений музикознавцем Мейнардом Соломоном на основі небагатьох заяв Леопольда, свідчить про досить значну суму, яка досягла навіть 2900 флоринів. Подорож також принесла Моцарту славу і визнання італійської аристократії, яка складала більшу частину їхньої аудиторії. Крім папської нагороди, Вольфганг став членом Академії в Болоньї і Вероні, а також навчався у Мартіні. Соломон назвав цей період «моментом найбільшого щастя Леопольда».

## Друга подорож до Італії, серпень— грудень 1771 року

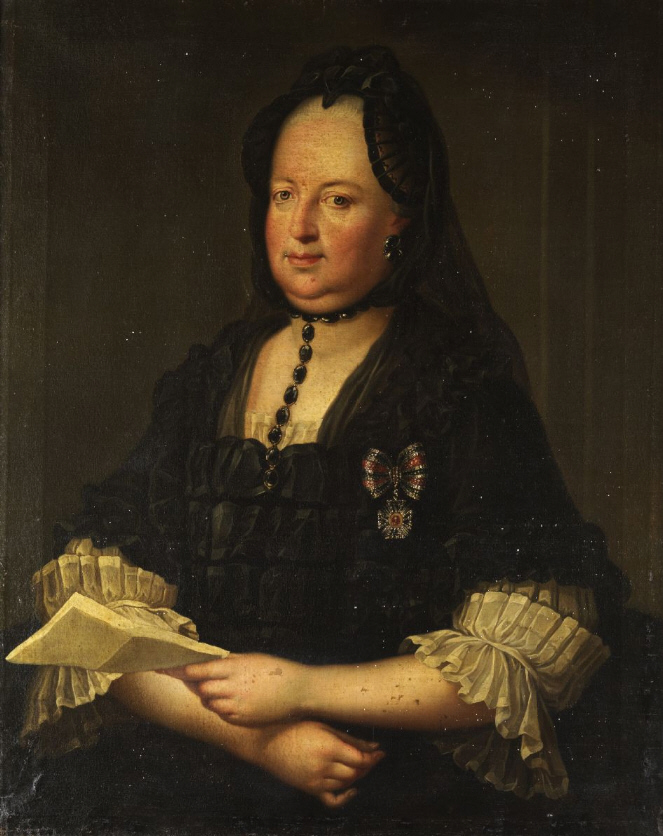
Імператриця вдова Марія Тереза, чий невигідний лист викреслив надії Леопольда на участь у суді Габсбургів.

У 1771 році Леопольд і Вольфганг знову вирушили до Мілану, куди прибули 21 серпня. Вольфганг склав серенаду для шлюбу ерцгерцога Фердинанда і принцеси Беатріс. Вольфганг жартома написав Nannerl, що це колекція «корисна при написанні, натхненності!». Швидкими темпами Вольфганг зумів закінчити Ascanio in Alba незадовго до першої репетиції, що відбулася 23 вересня.
Серенада повинна була бути неважливою роботою; під час весілля вона мала прозвучати після опери Хассе Руджеро. Проте, Хассе, якому було 72 роки, втратив почуття смаку і незважаючи на те, що імператриця Марія Тереза висловилася про твір якнайкраще, все ж загальний прийом був досить прохолодний, особливо в порівнянні з тріумфом Асканіо. Леопольд не був щасливий: «Аристократи і жителі постійно зупиняють нас на вулиці, щоб привітати Вольфганга. Коротше! Мені шкода, але серенада Вольфганга буквально розчавила оперу Хассе.» Хассе спокійно прийняв цю невдачу і оголосив, що юнак незабаром затьмарить всіх інших композиторів.
Моцарти могли залишити Мілан на початку листопада, але вирішили залишитися на місяць, сподіваючись, що звістка про успіх Асканії відкриє двері королівського палацу. 30 листопада Леопольд попросив допомоги в залученні до ерцгерцога Фердинанда, який потім проконсультувався з імператорським двором у Відні. На жаль, це місто все ще пам'ятало наполегливу поведінку Леопольда після прем'єри опери La finta semplice, і також можливо, що до імператриці дійшли чутки про його задоволення поразкою Хассе. У будь-якому випадку, Марія Тереза не схвалювала прохання ерцгерцога, описуючи Моцарта як «непотрібних людей, чия присутність негативно вплине на придворну службу». Вона також додала, що «такі, як вони блукають по світу, як жебраки». Леопольд ніколи так і не дізнався про зміст листа, оскільки Моцарти залишили Мілан, перш ніж його відправили. Вони були розчаровані, але все ще мали надію. «Справа ще не закінчена, це все, що я можу сказати», — написав Леопольд по дорозі додому .
Незважаючи на жорсткий графік під час короткого візиту до Мілана, Вольфганг зумів знайти час для завершення симфонії Ф-майора, К. 112 (№ 13). Він написав чергову симфонію, засновану на увертюрі до Асканії, додавши лише остаточну до двох існуючих частин. Наступна симфонія C dur, K. 96 / 111b, можливо, також виникла в Мілані, але місце і час її створення неможливо точно визначити.

## Плутанина в Зальцбурзі

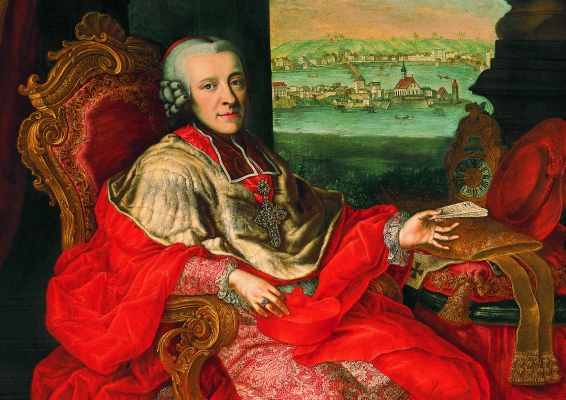
Граф Ієронім фон Колоредо, новий архієпископ Зальцбурга, який не підтвердив сподівання Леопольда на просування

На наступний день після приїзду Моцарта до Зальцбурга двір занурився в хаос через смерть архієпископа Шраттенбаха. Ця ситуація не була сприятливою для Леопольда, оскільки деякі питання щодо придворної служби залишалися нез'ясованими. Йому відмовили у виплаті частини винагороди за другу поїздку до Італії. У Леопольда не було іншого вибору, як просити гроші в петиціях. Він також обговорював питання про гонорар Вольфганга як концертмейстера, який Шраттенбах пообіцяв виплатити після повернення з першої поїздки.
За цей час посаду капельмейстера Зальцбурга було звільнено, і Леопольд сподівався її зайняти. Колишній капельмейстер Джузеппе Лоллі у віці 70 років мав намір піти у відставку. Леопольд співпрацював з Лоллі як віце-капельмейстер, тож можна було очікувати, що саме він повинен зайняти цю посаду. Проте сталося інакше, тому що граф Ієронім фон Колоредо, новий архієпископ з 14 березня 1772 року, якого підтримував імперський двір у Відні, мав свого кандидата.
Фон Колоредо не користувався підтримкою жителів Зальцбурга, але, здавалося б, робив добрі справи для Моцартів: Леопольд отримав свою прострочену зарплату, а Вольфганг — плату концертмейстера. Однак посада капельмейстера була зайнята. Вибір припав на італійця Доменіко Фішетті, який був молодшим за Леопольда на кілька років. Леопольд зрозумів, що втратив останній шанс на професійне просування, тому зосередив усі свої зусилля на розвитку Вольфганга, який міг забезпечити батька спокійною старістю. Третя поїздка до Італії була запланована на жовтень 1772 року.

## Третя поїздка до Італії, жовтень 1772— березень 1773

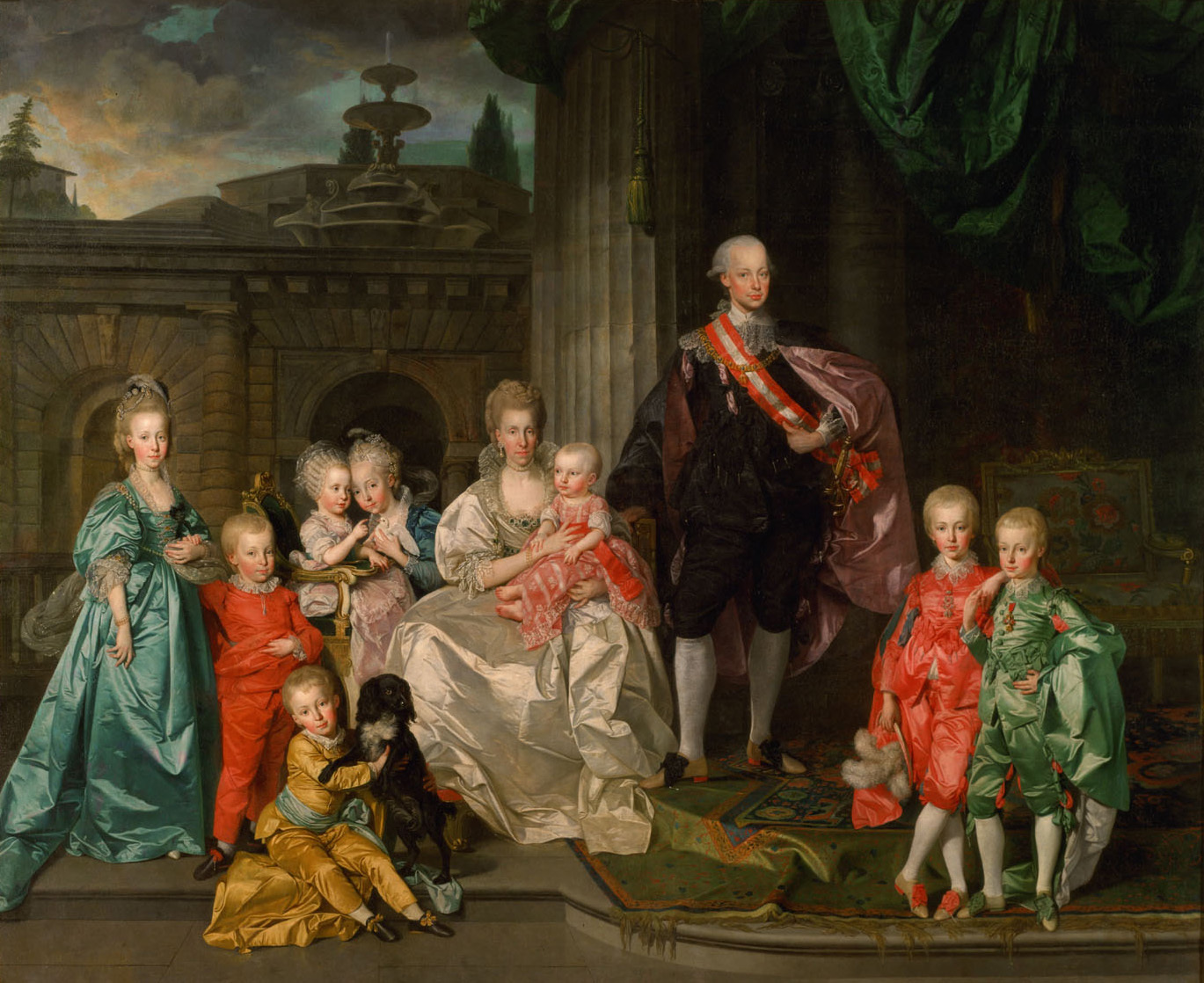
Великий князь Тоскани Леопольд II з родиною. Леопольд Моцарт розглядав його родину як шанс для прихильності двору до свого сина

Моцарт повернувся до Мілану, щоб Вольфганг міг закінчити другу карнавальну оперу, яку йому доручили написати під час своєї першої поїздки після успіху Мітрідата . Лібрето був текст Лучіо Сілви Джованні де Гамеррі, з поправками, зробленими Metastasia. Вольфгангу і з цього приводу доводилося мати справу і з звичайними композиційними проблемами, такими як запізнення співаків або відсутність тенора, викликаного хворобою. 18 грудня Леопольд писав, що тенор, нарешті, з'явився, Вольфганг поспішав, і спроби були втрачені в хаосі. Так само, як перша постановка опери 26 грудня почалася із двогодинним запізненням через відсутність ерцгерцога Фердинанда, солісти постійно сперечалися, і вставки балету (популярною практикою в той час) так подовжили шоу, що, нарешті, закінчилася о другій годині ночі. Проте наступні виступи були добре прийняті. 9 січня 1773 року Леопольд писав, що театр наповнений повністю, і що прем'єра другої опери сезону Sismano nel Mogul Джованні Паїселли була відкладена, аби афіші опери Вольфганга залишалися якомога довше. Всього їх було видано 26 разів. Здавалося б, такий неймовірний успіх нової роботи повинен бути швидкоплинним; однак виявилося, що в найближчі роки різні автори, у тому числі лондонський наставник Моцарта Йоганн Крістіан Бах, використовували свої мотиви у своїх композиціях .
Леопольд, не звертаючи уваги на ставлення імператриці, продовжував шукати прихильності до Вольфганга і писав великому герцогу Тоскані Леопольду I, третьому синові імператриці. Кандидатуру Моцарта підтримав граф Фірміан, який дав Леопольду надію, яку він висловив у листі додому. В очікуванні відповіді, Вольфганг створив серію квартетів «Мілан» (від 155 К / К 160 134a / 159a) і відомий мотет Exsultate, Jubilate, К. 165.. Щоб пояснити своє тривале перебування в Мілані, Леопольд вдався до брехні, стверджуючи, що він страждає від ревматизму, що зробило подорож неможливою. У зашифрованому листі він запевнив Анну Марію, що він почувається добре, але попросив поширити інформацію про свою хворобу. Очікування відповіді великого князя було продовжено з січня по лютий. 27 лютого прийшов лист з відмовою. Леопольд втратив усі сподівання щодо можливості працевлаштування Вольфганга в Італії. Не було іншого виходу, крім того, щоб повернутися до Зальцбурга. 4 березня вони виїхали з Мілана і вже через дев'ять днів були вдома. І ніколи більше не поверталися до Італії знову.

## Підсумки
Мейнард Соломон оцінює поїздки до Італії як великий успіх, але він вказує, що з точки зору Леопольда вони були провалом. Вони, безумовно, принесли багато фінансових переваг Моцартам і зробили Вольфганга відомим композитором, надавши йому славу. Італійці зазвичай їх вітали, можливо, за деякими винятками, коли їх сприймали з презирством. Вольфганг відвідав Папу Римського, який дав йому престижний титул; він став членом найважливіших філармонічних товариств і брав уроки від великого італійського музиканта Джованні Мартіні. Також він написав три роботи, замовлені найвідомішими італійськими театрами опери. Всі вони виявилися успішними. Крім того, він написав багато інших творів в Італії, такі як: повна ораторія, кілька симфоній, струнні квартети і багато менших композицій.
Невдачею для Леопольда було те, що, незважаючи на свої зусилля, він не завоював престижної посади для себе і свого сина. Батько, очевидно, не знав про негативні відгуки, що поширювалися про нього; та він знав про існування певних бар'єрів для його амбіцій, які він не міг подолати. Зрештою, успіхи Вольфганга в Італії були недовгими; незважаючи на те, що критики та широка громадськість були у захваті від його опери в Мілані, йому не запропонували написати інші твори для Мілана або інших міст, які він відвідав. Зіткнувшись з відсутністю шансів працевлаштуватися при італійських дворах, Леопольду довелося скористатися іншими способами для залучення коштів на підтримку своєї сім'ї: "Нехай Бог допоможе нам залишитися на нинішньому рівні життя. У мене вже є плани ".
Вольфганг був повністю кваліфікованим, щоб стати капельмейстером: він був експертом-скрипалем і клавесиністом, а також досвідченим композитором. Однак він був занадто молодий (йому було всього 17 років). Тому його робота при дворі Коллоредо в Зальцбурзі була досить незадовільною, і зрештою він залишив його у 1781 році. Леопольд ніколи не просувався далі у своїй кар'єрі, і до своєї смерті в 1787 році залишався віце-капельмейстером при дворі.